# Doble E
Doble E byl osobní automobil vyráběný od roku 1922 do roku 1926 automobilkou Doble. Měl parní pohon a byl dodáván v mnoha karosářských verzích včetně limuzíny a kabrioletu.

## Technické parametry
Automobil měl unikátní výkon a na svou dobu vysokou maximální rychlost 180 km/h. Automobil byl velice velký a proto také drahý - dosahoval až 4x vyšší ceny než průměrný automobil. Stál přibližně 18 tisíc dolarů. Automobil byl i kvůli vysoké hmotnosti (2494 kilogramů) špatně ovladatelný v zatáčkách. Plyn se v automobilu nedával jako dnes, ale pomocí menšího volantu uprostřed velkého volantu. 

## Sběratelství
Model E je populární mezi sběrateli, ale bylo vyrobeno pouze necelých 50 kusů. Sběratelé si však někdy nechávají předělat ovládání na standardní plynový pedál.

## Test Amerického automobilového klubu
Americký automobilový klub nechal v mrazu venku zaparkované vozidlo Doble E. Standardní benzínové vozy tuto zátěž často nevydržely a další den nenastartovaly. Doble model E však další den nastartoval a fungoval úplně normálně.